# Phyllodromica virgulata
Phyllodromica virgulata es una especie de cucaracha del género Phyllodromica, familia Ectobiidae. Fue descrita científicamente por Bolívar en 1878.
Habita en Portugal.